# Akikaze
L'Akikaze (秋風? lett. "Vento d'autunno") è stato un cacciatorpediniere della Marina imperiale giapponese, nona unità appartenente alla classe Minekaze. Fu varato nel dicembre 1920 dal cantiere navale di Nagasaki.
Servì in prima linea nel corso degli anni venti e dei primi anni trenta, poi fu assegnato alla 34ª Divisione cacciatorpediniere. Nei primi mesi di ostilità nel Pacifico operò da Formosa nelle acque delle Filippine e nelle Indie orientali olandesi; nell'estate 1942 fu trasferito a Rabaul e iniziò un lungo servizio nel settore Nuova Britannia-Nuova Irlanda-isole Salomone, che si protrasse sino al febbraio 1944. Nel corso di questo lungo lasso di tempo fu impegnato prevalentemente in azioni di scorta, pattugliamento e rifornimento delle varie posizioni nipponiche. Sopravvisse a due attacchi aerei, il primo dei quali lo lasciò gravemente danneggiato nel settembre 1943, e il suo equipaggio si rese responsabile di un crimine di guerra massacrando sessanta civili evacuati dalla Nuova Guinea e dalle isole dell'Ammiragliato (marzo 1943). Uscito indenne dalla distruzione di Truk, continuò a proteggere convogli nel Pacifico centrale ma rimase sempre nelle retrovie. Dopo aver portato i naufraghi di una petroliera a Mako a fine ottobre 1944, salpò con rotta sud e il 3 novembre fu centrato da un siluro di un sommergibile statunitense: affondò rapidamente e probabilmente non ci furono superstiti.

## Servizio operativo

### Costruzione
Il cacciatorpediniere Akikaze fu ordinato nell'anno fiscale edito dal governo nipponico nel 1917. La sua chiglia fu impostata nel cantiere navale di Nagasaki, gestito dalla Mitsubishi, il 7 giugno 1920 e il varo avvenne il 14 dicembre dello stesso anno; fu completato il 1º aprile 1921. Fino ai primi anni 1930 operò nelle divisioni cacciatorpediniere di prima linea, quando fu rimpiazzato dai più recenti esemplari classe Fubuki.

### 1941-1942
Al 7 dicembre 1941, giorno dell'attacco di Pearl Harbor, l'Akikaze era al comando del capitano di corvetta Takuji Mori e apparteneva alla 34ª Divisione cacciatorpediniere assieme ai gemelli Hakaze e Tachikaze; il reparto era di stanza a Capo Saint Jacques, fuori Saigon, alle dipendenze dell'11ª Flotta aerea (viceammiraglio Nishizō Tsukahara). L'Akikaze si trovava a Takao e dal 7 al 12 dicembre rimase in mare per recuperare eventuali piloti giapponesi precipitati in mare di ritorno dalle incursioni sulle Filippine. Il 13 salpò di scorta a un trasporto per aeroplani che si ancorò a Legaspi e quindi tornò a Takao per il 23, dove prese in consegna un convoglio diretto a Davao: il viaggio durò dal 26 al 31 dicembre e per le settimane seguenti l'Akikaze condusse pattugliamenti al largo della cittadina. Il 24 gennaio partì con destinazione Takao assieme a un convoglio, lo fece entrare indenne nel porto e tornò indietro a Davao, fermandovisi il 6 febbraio; due giorni dopo prese il mare con un altro gruppo di mercantili e li condusse entro il 10 sino all'isola di Ambon, nelle cui acque rimase per alcuni mesi in ricognizione e servizio di difesa. Il 22 aprile salpò di scorta a un convoglio e tutte le navi raggiunsero Maizuru il 4 maggio; l'Akikaze si ormeggiò nell'arsenale per una revisione generale. Tornò in servizio all'inizio di giugno e dall'8 al 22 del mese fu impegnato nella difesa di varie unità che, da Sasebo, erano state inviate alla base di Rabaul (Nuova Britannia nord-occidentale) con tappe a Saipan e Truk. Il 29 giugno l'Akikaze fu assegnato alla difesa del trasporto per aerei Mogamigawa Maru, lo accompagnò sino a Tulagi e poi di nuovo a Rabaul; completata una missione di protezione a un convoglio inviato a Truk, con fermata a Saipan, tra il 23 luglio e il 4 agosto scortò il trasporto nei suoi spostamenti a Lae e Kavieng nella Nuova Irlanda nord-orientale. Rientrato a Rabaul,completò poi due trasporti truppe per l'isola di Buka il 7 e il 9 agosto, dal 15 al 3 settembre protesse la nave appoggio idrovolanti Akitsushima da Rabaul alle Shortland (con sosta a Buka) e il 19 eseguì una missione di trasporto a Rekata, sulla costa settentrionale di Santa Isabel: rientrò dunque alle Shortland e dal 23 al 5 ottobre scortò di nuovo l'Akitsushima sulla rotta inversa. Dopo un periodo di pattugliamento tra Rabaul e Buka, l'Akikaze passò al comando del capitano di corvetta Tsurukichi Sabe (20 ottobre) e passò il resto del mese a vigilare sull'Akitsushima, impegnata nel depositare velivoli alle Shortland e alla base avanzata di Rekata; nel viaggio di ritorno a Rabaul trainò un trasporto silurato e già il 4 novembre ripartì, allo scopo di recare rifornimenti a Buka. Dall'11 al 26 novembre rimase di pattuglia tra Rabaul e Kavieng, quindi si ormeggiò per qualche tempo nella prima località: il 10 dicembre salpò per condurre a termine una missione di trasporto ai lontani atolli di Kwajalein e Maloelap, completata il 22 del mese. Dal 31 fu nuovamente assegnato alla protezione delle rotte navali e alla ricognizione tra le due rade.

### 1943
Il 16 gennaio 1943 l'Akikaze esaurì l'incarico assegnatogli e dal giorno seguente esercitò funzioni di vigilanza tra Rabaul e le basi di Buka e delle Shortland, area critica dove radunare il naviglio necessario a evacuare Guadalcanal e continuare a rifornire la 17ª Armata laggiù impegnata: tale compito durò sino al 21 febbraio. Quel giorno lasciò le isole di scorta all'Akitsushima, che navigò sino a Jaluit e Nauru per scaricarvi vettovaglie, prima di tornare a Rabaul il 3 marzo. L'8 marzo l'Akikaze fu assegnato a un frenetico servizio di sgombero di civili dalle isole Kairiru (dinanzi Wewak) e Manus, dove dovevano sorgere strutture militari e difese; gli internati avrebbero dovuto essere lasciati a Rabaul e Kavieng. I viaggi furono tranquilli, rotti solo dalla caccia a un sommergibile statunitense; il 18 marzo l'Akikaze si trovava in mare tra Rabaul e Kavieng e l'equipaggio ricevette ordine di eliminare i sessanta civili a bordo. Dopo qualche esitazione, il comandante Sabe fece costruire un improvvisato patibolo a poppavia e sistemare un pannello (o un lenzuolo) di traverso al ponte, per nascondere le esecuzioni. I prigionieri furono fucilati uno alla volta e i corpi furono gettati in mare, mentre gli unici due bambini presenti furono lanciati fuori bordo ancora vivi. Alle 22:00 circa il massacro era terminato e l'Akikaze si fermò poco dopo a Rabaul. Scortò dunque due o più convogli, assieme ad altre unità, a Jaluit, Saipan e infine Sasebo, raggiunta il 3 aprile. Il cacciatorpediniere proseguì infine sino a Maizuru, nel cui bacino di carenaggio rimase a lungo. Nel corso del raddobbo lo Akikaze fu riequipaggiato in accordo al suo ruolo di cacciatorpediniere di scorta: perse i cannoni numero 2 e 3, i tubi lanciasiluri a mezzanave, le mitragliatrici leggere, l'apparato sminatore e aggiunse cinque impianti binati di cannoni contraerei Type 96 da 25 mm L/60; a poppa furono sistemati quattro lanciatori di bombe di profondità con complessivi trentasei ordigni. Il dislocamento aumentò un poco e la velocità massima calò a 35 nodi.

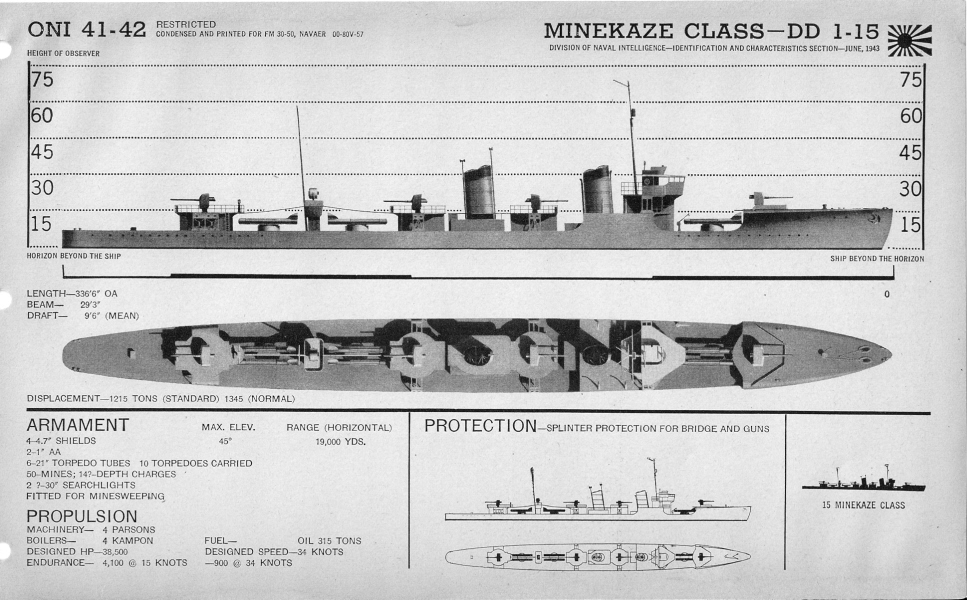
Tavola della classe Minekaze edita nel giugno 1943 dall'intelligence della United States Navy; le caratteristiche sono quelle di progetto, precedenti la trasformazione di molte unità

Il 25 maggio l'Akikaze riprese servizio attivo a diretta disposizione dell'11ª Flotta aerea, poiché la 34ª Divisione era stata sciolta il 1º aprile. Si portò a Yokosuka e scortò il posamine Tsugaru a Truk e quindi Rabaul entro il 3 giugno; completò poi una missione di trasporto al presidio e aeroporto di Gasmata, sulla costa meridionale della Nuova Britannia. Tornò a Rabaul e dal 9 al 29 rimase impegnato in compiti di scorta/pattugliamento lungo le rotte che la congiungevano a Buka e alle isole Shortland; dal 1º al 22 luglio, invece, rimase di guardia nelle acque prospicienti il porto. Il 26 luglio salpò per un secondo viaggio a Gasmata e poi fu urgentemente dirottato a Capo Gloucester, poco al largo del quale i cacciatorpediniere Ariake e Mikazuki erano stati affondati da velivoli statunitensi: l'Akikaze trasse in salvo i superstiti e il 28 raggiunse Rabaul. Tre giorni dopo effettuò con successo lo sbarco di rifornimenti a Gasmata, ma il 2 agosto, a sud di Rabaul, fu individuato e attaccato da alcuni aerei alleati: una bomba scoppiò vicino al ponte di comando e uccise ventitré uomini, compreso il comandante Sabe che solo il giorno prima era stato promosso capitano di fregata. Il mattino del 3 l'Akikaze riuscì a fermarsi a Rabaul, ove fu subito oggetto di riparazioni d'emergenza. Passato agli ordini del capitano di corvetta Nitaro Yamazaki, il 26 salpò e intraprese un lungo viaggio sino a Maizuru, toccata il 6 settembre per essere completamente riparato. I lavori ebbero termine a inizio novembre e l'Akikaze si spostò a Tateyama, dove assieme al cacciatorpediniere Yugiri fu caricato con materiale aeronautico e gruppi di piloti o meccanici: le due unità salparono il 7 e dopo tappe a Saipan e Truk si fermarono a Rabaul il 18. Iniziò poco dopo un regolare servizio di trasporto truppe nella zona della Nuova Britannia, recando truppe a Qavuvu per tre volte (22, 27 e 29 novembre) con il cacciatorpediniere Yunagi e a Capo Dampier, il 25 novembre, con anche il Fumizuki. Il 1º dicembre fece sbarcare uomini a Iboki (est di Capo Gloucester) con il Fumizuki e il Minazuki, rientrò a Rabaul e poi fu dirottato a Kavieng, al largo della quale fu speronato per errore dal cacciatorpediniere Amagiri, riportando danni alla murata di destra. Rimasto per qualche tempo nella base, il 16 salpò alla volta di Truk e vi giunse il 22 dopo essere sopravvissuto a un attacco aereo, che aveva fatto saltare diversi rivetti e provocato un principio d'allagamento.

### 1944 e l'affondamento
L'Akikaze tornò in efficienza il 23 gennaio 1944 e si portò dopo due giorni a Rabaul: subito fu coinvolto nelle missioni di rinforzo. Il 26 sbarcò truppe a Qavuvu con il Fumizuki e di nuovo il 28 con lo Yamagumo; con quest'ultimo cacciatorpediniere provvide anche a recare truppe a Lorengau tra il 1º e il 2 febbraio. Il 5 lasciò definitivamente Rabaul, martellata da mesi dall'aviazione statunitense sia basata a terra, sia imbarcata, e il 7 toccò Truk: sopravvisse senza alcun danno al massiccio bombardamento operato dalla Quinta Flotta americana e il 19 salpò di scorta alla nave officina Akashi, in rotta per le Palau. Qui si fermò il 24, ma il 4 marzo ripartì con un convoglio diretto a Truk. Dalla provata base l'Akikaze completò una missione di scorta (andata e ritorno) a Woleai e poi a Saipan (21 marzo), quindi fu richiamato alle Palau e, dal 31, fu assegnato a pattugliare le acque dell'arcipelago e a difendere le navi in arrivo o in partenza. Il 16 aprile partì assieme a un trasporto per Guam, dove però arrivò da solo con i naufraghi dell'altra unità, vittima di un sommergibile: li fece scendere a terra e proseguì per Saipan, il 22 prese in consegna un altro trasporto e il 26 le due navi toccarono Yokosuka; lo Akikaze continuò sino a Maizuru e fu sottoposto ad approfondite revisioni. Il 1º maggio fu riassegnato alla 30ª Divisione, che già comprendeva i cacciatorpediniere Yuzuki, Uzuki e Matsukaze e che rispondeva alla 3ª Squadriglia cacciatorpediniere, Flotta del Pacifico centrale (viceammiraglio Chūichi Nagumo). Il 15 giugno lasciò il Giappone e scortò un convoglio sino a Davao, raggiunta il 23, quindi sei giorni più tardi ne accompagnò un altro a Manila e dal 3 luglio espletò funzioni di vigilanza nelle acque della ex-capitale filippina. In questo periodo la 3ª Squadriglia passò agli ordini diretti della Flotta Combinata.
Il 25 luglio l'Akikaze lasciò Manila a fianco degli incrociatori ausiliari Asama Maru, Gokoku Maru e della portaerei di scorta Taiyo; tutte le unità arrivarono a Takao il 27, dove forse l'Akikaze rimase di stanza per il resto dell'estate. Intanto il 20 agosto la 30ª Divisione era stata posta agli ordini della 31ª Squadriglia di scorta, dacché la 3ª era stata disattivata. Tra il 29 settembre e il 20 ottobre l'Akikaze rimase a Sasebo per essere revisionato e riequipaggiato; ebbe inoltre la dotazione contraerea incrementata da un certo numero di cannoni Type 96 da 25 mm su affusti singoli (da sei a dieci). Subito dopo fu aggregato con funzioni di ammiraglia alla scorta del secondo gruppo di rifornimento della 3ª Flotta, che ebbe parte importante nella battaglia del Golfo di Leyte: l'Akikaze, però, rimase lontano dall'azione principale e anzi il 25 ottobre tornò alla base militare di Mako nelle Pescadores con a bordo i superstiti di una delle petroliere, silurata e affondata il giorno stesso. Il 1º novembre salpò a fianco dell'incrociatore leggero Kinu e della portaerei leggera Junyo, in rotta per Brunei. Il 3 il piccolo gruppo fu attaccato dal sommergibile USS Pintado circa 160 miglia a ovest di Capo Bolinao, un promontorio di Luzon (16°48′N 117°17′E); il capitano Yamazaki fece aumentare la velocità della sua nave per intercettare i siluri diretti verso la portaerei e l'Akikaze fu annientato dall'esplosione di quattro ordigni, senza lasciare alcun superstite.
Il 10 gennaio 1945 l'Akikaze fu radiato d'ufficio dalla lista del naviglio in servizio.